# Beltar
Beltar era un comitato per lo sviluppo dei villaggi (VDC) del Nepal situato nella Provincia No. 1 e nel distretto di Udayapur, è stato abolito dal marzo 2017 in seguito ad una riforma amministrativa.
Al censimento del 1991, aveva 8 903 abitanti.
Nel maggio del 2014 il VDC venne unito a quello di Bashasa per costituire la municipalità di Beltar Bashasa, nel marzo del 2017 vennero uniti i VDC di Chaudandi, Siddhipur, Hadiya e Sundarpur e la municipalità venne rinominata Chaudandigadhi.